# Ludo Helsen
Ludo Helsen (Berlaar, 2 juni 1944) is een Belgisch voormalig politicus voor de CVP / CD&V.

## Levensloop
Hij studeerde Germaanse filologie aan de Katholieke Universiteit Leuven, alwaar hij in 1966 afstudeerde als licentiaat. Hij startte zijn loopbaan als leraar aan de Gesubsidieerde Vrije Normaalschool in Wijnegem. Hierop aansluitend ging hij in 1968 aan de slag als docent Nederlands en Neerlandistiek aan de Ruhr-Universität te Bochum. Deze functie oefende hij uit tot zijn aanstelling in 1975 als docent Duits aan de Katholieke Hogeschool Kempen, alwaar hij doceerde tot 1987.
Hij werd op 26-jarige leeftijd politiek actief, in het najaar van 1970, en onmiddellijk aangesteld als burgemeester van Veerle. Dit mandaat zou hij uitoefenen tot aan de fusie van Belgische gemeenten in 1977. Bij de gemeenteraadsverkiezingen van 1976 werd hij verkozen als gemeenteraadslid te Laakdal en vervolgens benoemd tot burgemeester van deze gemeente, een functie die hij zou bekleden tot 1987. In 1988 werd hij vervolgens aangesteld als gedeputeerde van de provincie Antwerpen. Hij was bevoegd voor 'Sociale Zaken' en later voor 'Cultuur, Europese samenwerking, Landbouw en Plattelandsbeleid'. Een functie die hij 24 jaar uitoefende, waardoor hij beschouwd werd als de nestor van de Antwerpse provincie. Tevens was hij woordvoerder van de Antwerpse deputatie. Hij werd opgevolgd in deze functie door partijgenoot Peter Bellens. Bij de lokale verkiezingen van 2006 werd hij als lijsttrekker van de kieslijst van het Valentijnskartel CD&V-N-VA met de meeste voorkeurstemmen (1.920) verkozen tot gemeenteraadslid en zetelde hij van 2007 tot 2011 opnieuw in de Laakdalse gemeenteraad, alwaar hij voorzitter was.
In februari 2008 kwam hij in opspraak nadat op zijn voorspraak een tentoonstelling van Louis Paul Boons Fenomenale Feminateek werd afgelast onder de noemer 'oudmodisch'. De kritiek klonk dat hij censuur pleegde vanuit een provincialistische reflex. Onder meer redacteur bij rekto:verso Tom Van Imschoot stelde hierover dat hij als democratisch verkozen functionaris niet het recht heeft om op esthetische en morele gronden de interne werking van een culturele instelling te bepalen. Later volgde een bekendmaking van Helsen dat er alsnog toch een tentoonstelling rond Louis Paul Boon zou volgen, waarbij echter de Feminateek naar de achtergrond zou verdwijnen. Als reactie uit de kunstwereld hierop volgde in februari 2009 alsnog een tentoonstelling van de Feminatheek in La Riva.